# Сокотрійське драконове дерево
Драцена кіноварно-червона (лат. Dracaena cinnabari) — рослина родини Nolinoídeae, вид роду драцена. Свою назву отримала через червоний смолистий сік, що виділяється нею.
Інші назви — Сокотрійське драконове дерево або Дерево крові дракона.

## Поширення
Драцена кіноварно-червона — ендемік острова Сокотра, що в Індійському океані. Зустрічається там майже всюди на скелях і кручах, переважно на висоті 500—1500 м над рівнем моря.

## Опис
Дерево до 10 м заввишки з товстим стовбуром. Його крона нагадує вивернуту навиворіт парасольку з товстими гілками.
У молодої рослини лінійно-мечоподібні, загострені листки утворюють шапку у верхній частині стовбура. З віком з'являються гілки, які дихотомічно розгалужуються й у результаті кожна з гілок закінчується щільним пучком густо розташованих, шкірястих, загострених листків довжиною до 30—60 см. Квіти зібрані в сильно гіллясті волоті. Вони з'являються під час мусонних дощів. Плід — ягода.